# Mimudea autoclesalis
Mimudea autoclesalis là một loài bướm đêm trong họ Crambidae.